# Piano quadriennale
Il piano quadriennale era una serie di misure economiche avviate da Adolf Hitler nella Germania nazista nel 1936. Hitler mise Hermann Göring a capo di queste misure, rendendolo un plenipotenziario del Reich (Reichsbevollmächtigter) la cui giurisdizione attraversava le responsabilità di vari ministeri di governo, compresi quelli del ministro dell'Economia, del ministro della Difesa e del ministro dell'Agricoltura. Il piano quadriennale faceva parte della struttura governativa alternativa creata da Hitler e dal partito nazista, che includeva entità come l'Organizzazione Todt e l'unificazione della Schutzstaffel (SS) e delle forze di polizia tedesche, inclusa la Gestapo, sotto Heinrich Himmler.
Lo scopo principale del piano quadriennale era quello di provvedere al riarmo della Germania e di preparare il paese all'autosufficienza in quattro anni, dal 1936 al 1940. Oltre a sottolineare la ricostruzione delle difese militari della nazione, in disprezzo delle restrizioni imposte alla Germania dal Trattato di Versailles dopo la sconfitta tedesca nella prima guerra mondiale, il piano quadriennale mirava a ridurre la disoccupazione; ad aumentare la produzione di fibre sintetiche, ad intraprendere progetti di lavori pubblici sotto la direzione di Fritz Todt, ad aumentare la produzione automobilistica, ad avviare numerosi progetti edilizi e architettonici e a sviluppare ulteriormente il sistema delle Autobahn.

## Origini
Nel 1933, Hitler aveva definito le sue priorità di politica estera come "antagonismo naturale" nei confronti dell'Unione Sovietica. Nell'autunno del 1935, vari imprenditori si lamentarono con Hitler dei costi schiaccianti del riarmo, solo Hermann Göring parlò della necessità di prepararsi per l'imminente guerra contro l'Unione Sovietica. Lo scoppio della guerra civile spagnola nel luglio 1936 mise Hitler in uno stato d'animo apocalittico nell'estate del 1936, quando si convinse che una guerra con l'Unione Sovietica sarebbe scoppiata nel futuro successivo. Il diario di Josef Goebbels mostra che un leitmotiv del pensiero di Hitler nel 1936 e nel 1937 era la sua convinzione che la Germania avrebbe dovuto affrontare le forze del "bolscevismo ebraico" prima piuttosto che dopo.

## Il memorandum del piano quadriennale
Nell'agosto 1936, in risposta a una crescente crisi dell'economia tedesca causata dalle tensioni del riarmo, Hitler emanò il "memorandum del piano quadriennale", ordinando a Göring di attuare il piano quadriennale per avere l'economia tedesca pronta per la guerra all'interno del successivi quattro anni. Durante la crisi economica del 1936, il governo tedesco era diviso in due fazioni con una (la cosiddetta fazione del "libero mercato") incentrata sul presidente della Reichsbank Hjalmar Schacht e sul commissario dei prezzi, il dr. Carl Friedrich Goerdeler, che chiedeva una riduzione delle spese militari e un allontanamento dalle politiche autarchiche, e un'altra fazione attorno a Göring chiedeva il contrario. Hitler esitò per la prima metà del 1936 prima di schierarsi con la fazione più radicale nel suo memorandum "piano quadriennale" di agosto.
Storici come Richard Overy hanno sostenuto che l'importanza del memorandum, scritto personalmente da Hitler, può essere misurata dal fatto che Hitler, che aveva una sorta di fobia per la scrittura, non scriveva quasi mai nulla, il che indica che Hitler aveva qualcosa di particolarmente importante da dire. Il "memorandum del piano quadriennale" prevedeva un'imminente lotta a tutto campo ed apocalittica tra il "bolscevismo ebraico" e il nazionalsocialismo tedesco, che richiedeva uno sforzo totale di riarmo indipendentemente dai costi economici. La premessa di base del promemoria del piano quadriennale era che "la resa dei conti con la Russia è inevitabile".

Nel memorandum, Hitler scriveva:
Dallo scoppio della Rivoluzione francese, il mondo si è mosso con velocità sempre crescente verso un nuovo conflitto, la cui soluzione più estrema è chiamata bolscevismo, la cui essenza e scopo, tuttavia, sono solo l'eliminazione di quegli strati dell'umanità che finora hanno fornito la leadership e la loro sostituzione con l'ebraismo mondiale. Nessuno Stato potrà ritirarsi o addirittura rimanere a distanza da questo conflitto storico. [...] Non è lo scopo di questo memorandum profetizzare il tempo in cui l'insostenibile situazione in Europa diventerà una crisi aperta. Voglio solo, in queste righe, esprimere la mia convinzione che questa crisi non può e non mancherà di arrivare e che è dovere della Germania garantire la propria esistenza con ogni mezzo di fronte a questa catastrofe e proteggersi da essa, e che da questa costrizione scaturiscono una serie di conclusioni relative ai compiti più importanti che il nostro popolo abbia mai avuto. Perché una vittoria del bolscevismo sulla Germania non porterebbe a un trattato di Versailles, ma alla distruzione finale, anzi all'annientamento del popolo tedesco. [...] Ritengo necessario che il Reichstag approvi le seguenti due leggi: 1 ) Una legge che preveda la pena di morte per il sabotaggio economico e 2) una legge che renda responsabile l'intera comunità ebraica per tutti i danni inflitti da singoli esemplari di questa comunità di criminali all'economia tedesca, e quindi al popolo tedesco.
Hitler chiese alla Germania di avere il "primo esercito" del mondo in termini di potenza di combattimento entro i successivi quattro anni e che "l'estensione dello sviluppo militare delle nostre risorse non può essere troppo grande, né il suo ritmo troppo rapido" (enfasi nell'originale) e il ruolo dell'economia era semplicemente quello di sostenere "l'autoaffermazione della Germania e l'estensione del suo Lebensraum". Hitler continuò a scrivere che, data l'entità della lotta imminente, le preoccupazioni espresse dai membri della fazione del "libero mercato" come Schacht e Goerdeler che l'attuale livello di spesa militare che stava mandando la Germania in rovina era irrilevante. Hitler scrisse che: "Per quanto ben bilanciato dovrebbe essere il modello generale della vita di una nazione, ci devono essere in momenti particolari alcuni disturbi dell'equilibrio a scapito di altri compiti meno vitali. Se non riusciamo a portare l'esercito tedesco il più rapidamente possibile al rango di primo esercito del mondo [...] allora la Germania sarà persa!" Sulla stessa linea, Hitler scriverà più tardi nel suo memorandum: "La nazione non vive per l'economia, per i leader economici, o per le teorie economiche o finanziarie; al contrario, è la finanza e il economia, i leader economici e le teorie, che devono tutti un servizio incondizionato in questa lotta per l'autoaffermazione della nostra nazione"."

## Il ruolo di Göring
Hitler estese a Göring il potere di legiferare semplicemente pubblicando decreti, che gli permisero di creare altri plenipotenziari a capo di varie industrie. Göring ampliò costantemente la portata del piano fino a diventare il padrone de facto dell'economia tedesca, e l'Ufficio del piano quadriennale divenne, insieme al suo controllo della Luftwaffe come corpo armato indipendente, la base di potere che gli era mancata dopo l'indebolimento delle altre cariche di governo che ricopriva. Göring non ricopriva una posizione significativa nel partito nazista e la sua influenza prima di assumere il piano quadriennale si era basata principalmente sulla sua popolarità pubblica come eroe di guerra e sul suo facile accesso a Hitler.
Il Reichswerke, un conglomerato industriale volto ad accelerare la crescita dell'estrazione di minerali e della produzione di acciaio della Germania nazista, una parte importante del piano quadriennale, venne fondato e controllato da Göring.
Sebbene la nomina di Göring a capo del piano avesse benefici a breve termine per Hitler, a lungo termine fu un disastro, poiché Göring non sapeva quasi nulla di economia, un fattore che Hitler citò come uno dei motivi della scelta.

## I metodi
Il piano quadriennale favoriva sia la protezione dell'agricoltura sia la promozione dell'autarchia (indipendenza economica) per la Germania. Göring venne incaricato del piano quadriennale all'inizio e ricevette poteri plenipotenziari. Aveva il controllo completo sull'economia, compreso il settore privato, soprattutto dopo che il ministro dell'Economia, Hjalmar Schacht, aveva cominciato a perdere il favore di Hitler per essersi opposto alle crescenti spese militari a scapito della crescita economica civile. Negli anni successivi, lo stato, sotto il conglomerato industriale Reichswerke, iniziò a costruire impianti di raffinerie, alluminio e fabbriche per lo sviluppo di materiali sintetici.
Il piano quadriennale tecnicamente scadde nel 1940, ma l'Ufficio del piano quadriennale, un'agenzia a livello governativo, era cresciuto fino a raggiungere una base di potere tale che il piano venne esteso a tempo indeterminato.

## Reazione globale
Il riarmo era in diretta violazione dei rigidi termini fissati dagli Alleati della prima guerra mondiale al Trattato di Versailles. L'esercito tedesco doveva essere limitato a 100.000 uomini e non dovevano esserci coscrizione, carri armati, artiglieria pesante o stato maggiore. La marina tedesca era limitata a 15.000 uomini e nessun sottomarino mentre la flotta era limitata a 6 corazzate (di meno di 10.000 tonnellate), 6 incrociatori e 12 cacciatorpediniere. Alla Germania non era consentita una forza aerea. Infine, alla Germania era esplicitamente richiesto di mantenere tutti gli uomini arruolati per 12 anni e tutti gli ufficiali per 25 anni, in modo che solo un numero limitato di uomini avesse un addestramento militare.
Dopo un viaggio nella campagna tedesca nel 1936, l'ex primo ministro britannico David Lloyd George disse della violazione del trattato che aveva contribuito a formulare:
Che la Germania si stia riarmando non si può negare. Dopo che tutti i vincitori della Grande Guerra, ad eccezione della Gran Bretagna, hanno disatteso i propri impegni di disarmo, il Führer ha abrogato l'accordo che legava il proprio paese, seguendo così l'esempio delle nazioni responsabili del Trattato di Versailles. Oggi è una parte comunemente ammessa della politica di Hitler sviluppare un esercito abbastanza forte da resistere a qualsiasi attacco, indipendentemente da quale parte possa provenire. Credo che abbia già raggiunto questo punto di inviolabilità.
In un discorso del settembre 1936 davanti al Fronte tedesco del lavoro, Hitler spiegò l'obiettivo del piano e fece un confronto tra le risorse a disposizione della Germania e quelle accessibili agli "incapaci" bolscevichi. Alcuni sulla stampa americana interpretarono il discorso come un appello di Hitler alla guerra con l'Unione Sovietica per ottenere quelle risorse. Il corrispondente de The New York Times la mise così:
Non c'era alcuna espressione del desiderio di acquisire queste risorse e non c'era chiaramente alcuna minaccia. Eppure, quando gli applausi... si erano spenti, si era consapevoli che un pensiero era stato gettato nella pozza della mentalità tedesca e che le increspature da esso create avrebbero potuto diffondersi davvero lontano.